# Ernesto Vidal
Ernesto José Vidal Cassio, nacido Pietro Ernesto Servolo, (Buie d'Istria, Italia, actualmente Buje, Croacia, 15 de noviembre de 1921 - Córdoba, Argentina, 13 de junio de 1974) fue un futbolista italiano nacionalizado uruguayo que jugaba como extremo. Fue parte del seleccionado uruguayo que obtuvo el título mundial en el Maracanazo en 1950.

## Trayectoria
Nació en Buje, Croacia, que por 1921 recibía el nombre de Buie d'Istria y se encontraba bajo soberanía italiana. Cuando aún era pequeño, su familia emigró a Argentina y se radicó en San Francisco, provincia de Córdoba. Allí dio sus primeros pasos en el fútbol en las juveniles de Sportivo Belgrano.
En 1941 debutó profesionalmente con la casaca de Rosario Central, disputando el Campeonato de Primera División. La campaña canalla fue pobre, provocando la pérdida de categoría. Esta sería recuperada rápidamente al año siguiente, cuando Central se alzó con el título de la Segunda División con holgura; Vidal integró una delantera de alto poder de gol junto a Waldino Aguirre, Rubén Bravo, Ángel De Cicco y Bernardo Vilariño. El cuadro auriazul marcó 118 tantos en 32 fechas.

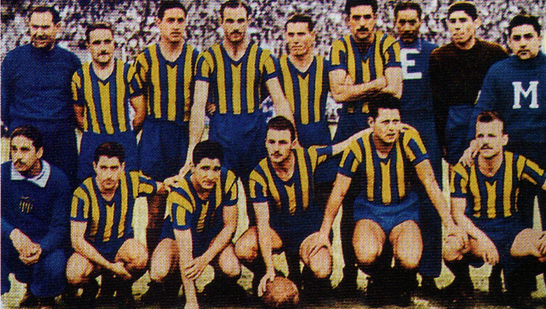
Rosario Central 1944. Parados: José Casalini, Claro Rivero, Saturnino Yebra, Alfredo Fógel, Rodolfo De Zorzi, Héctor Ricardo; hincados: Bernardo Vilariño, Antonio Funes, Rubén Bravo, Waldino Aguirre, Ernesto Vidal.

Con Central nuevamente en la máxima categoría, disputó el campeonato de 1943 y los primeros encuentros del torneo de 1944, para luego emigrar a Peñarol de Montevideo. Dejó Rosario Central con 53 partidos y 17 goles en su haber.
Consiguió brillantes actuaciones con la casaca mirasol, integrando una delantera que recibió el nombre de Escuadrilla de la muerte, completada por Alcides Ghiggia, Juan Eduardo Hohberg (también ex Rosario Central), Óscar Miguez y Juan Alberto Schiaffino.
Se coronó campeón de la Primera División de Uruguay en cinco oportunidades: 1944, 1945, 1949, 1951 y 1953. Además obtuvo el lauro de campeón en las copas Torneo Competencia (cuatro veces: 1946, 1947, 1949 y 1951) y Torneo de Honor (seis títulos: 1945, 1947, 1949, 1950, 1951 y 1952). Convirtió 66 goles para el equipo carbonero.
Sus grandes actuaciones tanto con Peñarol como con la Selección Uruguaya despertaron el interés de varios equipos europeos, que intentaron incorporarlo sin mayor suerte, hasta que en 1953 fichó por Fiorentina de Italia. Las lesiones le impiden continuar desplegando su potencial, por lo que su paso por la península itálica fue reducido en cantidad de partidos. Luego de dos temporadas en el equipo Viola, jugó un año en Pro Patria, para retornar a Uruguay y tener una última experiencia en Nacional.

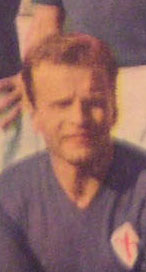
Vidal en Fiorentina.

Falleció con 52 años en Córdoba, Argentina, donde se había radicado.

### Clubes
| Club              | País      | Año         |
| ----------------- | --------- | ----------- |
| Sportivo Belgrano | Argentina | 1937 - 1941 |
| Rosario Central   | Argentina | 1941 - 1944 |
| Peñarol           | Uruguay   | 1944 - 1953 |
| Fiorentina        | Italia    | 1953 - 1955 |
| Pro Patria        | Italia    | 1955 - 1956 |
| Nacional          | Uruguay   | 1956        |

## Selección nacional
A partir de sus destacadas actuaciones defendiendo la camiseta de Peñarol, Vidal fue convocado para integrar la Selección Uruguaya. Al adquirir la nacionalidad, cambió su nombre a Ernesto José Vidal.
Tuvo su debut oficial durante el Mundial Brasil 1950, enfrentando a Bolivia en primera fase y marcando un gol en el triunfo de su equipo por 8-0. Al ser este el único partido del grupo que Uruguay integraba, clasificó al cuadrangular final que definiría el título. Disputó los dos primeros partidos de esta fase, ante España y Suecia, perdiéndose por lesión el encuentro definitorio ante Brasil, en el cual se produjo el llamado Maracanazo, que le confirió el título de campeón a la selección charrúa.
Disputó otros cinco encuentros en la nacional uruguaya, todos ellos por el Campeonato Panamericano de Fútbol 1952, disputado en Chile, en el que Uruguay finalizó tercero. Convirtió un gol ante Perú, en partido disputado el 30 de marzo y que finalizó con victoria celeste 5-2.

### Participaciones en la Copa del Mundo
| Copa                           | Sede   | Resultado | Partidos | Goles |
| ------------------------------ | ------ | --------- | -------- | ----- |
| Copa Mundial de Fútbol de 1950 | Brasil | Campeón   | 3        | 1     |

### Detalle de partidos en la Selección
| Competición          | Fecha       | Rival   | Resultado | Goles |
| -------------------- | ----------- | ------- | --------- | ----- |
| Copa Mundial de 1950 | 2 de julio  | Bolivia | 8-0       | 1     |
| Copa Mundial de 1950 | 9 de julio  | España  | 2-2       | 0     |
| Copa Mundial de 1950 | 13 de julio | Suecia  | 3-2       | 0     |
| Panamericano 1952    | 23 de marzo | México  | 3-1       | 0     |
| Panamericano 1952    | 30 de marzo | Perú    | 5-2       | 1     |
| Panamericano 1952    | 6 de abril  | Panamá  | 6-1       | 0     |
| Panamericano 1952    | 13 de abril | Chile   | 0-2       | 0     |
| Panamericano 1952    | 16 de abril | Brasil  | 2-4       | 0     |

## Títulos

### Campeonatos internacionales
| Título                 | Selección | Lugar  | Año  |
| ---------------------- | --------- | ------ | ---- |
| Copa Mundial de Fútbol | Uruguay   | Brasil | 1950 |

### Campeonatos nacionales de liga
| Título              | Club            | País      | Año  |
| ------------------- | --------------- | --------- | ---- |
| Segunda División    | Rosario Central | Argentina | 1942 |
| Campeonato Uruguayo | Peñarol         | Uruguay   | 1944 |
| Campeonato Uruguayo | Peñarol         | Uruguay   | 1945 |
| Campeonato Uruguayo | Peñarol         | Uruguay   | 1949 |
| Campeonato Uruguayo | Peñarol         | Uruguay   | 1951 |
| Campeonato Uruguayo | Peñarol         | Uruguay   | 1953 |

### Campeonatos nacionales de copa
| Título             | Club    | País    | Año  |
| ------------------ | ------- | ------- | ---- |
| Torneo de Honor    | Peñarol | Uruguay | 1945 |
| Torneo Competencia | Peñarol | Uruguay | 1946 |
| Torneo Competencia | Peñarol | Uruguay | 1947 |
| Torneo de Honor    | Peñarol | Uruguay | 1947 |
| Torneo Competencia | Peñarol | Uruguay | 1949 |
| Torneo de Honor    | Peñarol | Uruguay | 1949 |
| Torneo de Honor    | Peñarol | Uruguay | 1950 |
| Torneo Competencia | Peñarol | Uruguay | 1951 |
| Torneo de Honor    | Peñarol | Uruguay | 1951 |
| Torneo de Honor    | Peñarol | Uruguay | 1952 |